# Ján Blahák
Ján Blahák (26. května 1929 – ???) byl slovenský a československý politik a poúnorový bezpartijní poslanec Národního shromáždění ČSSR.

## Biografie
Ve volbách roku 1960 byl zvolen do Národního shromáždění ČSSR za Západoslovenský kraj jako bezpartijní kandidát. V parlamentu setrval až do konce funkčního období, tedy do voleb roku 1964.